# Hemne
Hemne è un ex comune norvegese della contea di Sør-Trøndelag. Dal 1º gennaio 2020 il territorio comunale è stato unito al neo-istituito comune di Heim.